# Glaphyrus pubescens
Glaphyrus pubescens es una especie de coleóptero de la familia Glaphyridae.

## Distribución geográfica
Habita en el oeste de  Asia.